# Ang Probinsyano
Ang Probinsyano je filipínský televizní seriál vysílaný na stanici ABS-CBN od 28. září 2015. Hlavní roli ztvárnil Coco Martin.
Jedná se o nejdelší akční dramatický televizní seriál na Filipínách.

## Obsazení
| Coco Martin                   | Dominador „Ador" B. de Leon a Ricardo „Cardo“ Dalisay |
| Yassi Pressman                | Alyana R. Arevalo-Dalisay                             |
| Angel Aquino                  | Diana T. Olegario                                     |
| John Arcilla                  | Renato „Buwitre“ Hipolito                             |
| Rowell Santiago               | Oscar Hidalgo                                         |
| Shamaine Centenera-Buencamino | Virginia „Virgie“ R. Arevalo                          |
| John Prats                    | Jerome Girona, Jr.                                    |
| Bianca Manalo                 | Lourdes „Bubbles“ Torres                              |
| McCoy de Leon                 | Juan Pablo „JP“ R. Arevalo                            |
| Jaime Fabregas                | Delfin S. Borja                                       |
| Michael de Mesa               | Ramil „Manager“ D. Taduran                            |
| Joel Torre                    | Teodoro „Teddy“ Arevalo                               |
| Lorna Tolentino               | Lily Ann Cortez-Hidalgo                               |